# ۹۴۹ (خورشیدی)
۹۴۹ نهصد و چهل و نهمین سال هجری خورشیدی است.

## زادگان
- ۷ بهمن - شاه عباس بزرگ صفوی، (درگذشت: ۱۰۰۷)، در هرات.